# Cedrorestes
Cedrorestes ("Obyvatel Cedrové hory", podle názvu souvrství Cedar Mountain) byl rod středně velkého hadrosauroidního dinosaura, žijícího v období spodní křídy (asi před 125 miliony let) na území dnešního Utahu (USA).

## Popis
Typový druh C. crichtoni byl popsán týmem amerických paleontologů v roce 2007 na základě fosilií, objevených v sedimentech geologického souvrství Cedar Mountain. Přesné rozměry tohoto ornitopodního dinosaura není možné z dochovaného fosilního záznamu odvodit. Jeho délka se však zřejmě pohybovala kolem 6 metrů.
Cedrorestes je popsán na základě materiálu, označeného jako DMNH 47994, sestávající z částečně dochované fosilní kostry. Mohlo by jít o vývojově nejprimitivnějšího známého hadrosaurida. Jediný dnes známý druh je C. crichtoni. Druhové jméno bylo vybráno na počest spisovatele Michaela Crichtona, autora románu Jurský park.